# カイセル (小惑星)
カイセル (1694 Kaiser) は小惑星帯に位置する小惑星である。1934年9月29日、オランダ人天文学者ヘンドリク・ファン・ヘントがヨハネスブルグのユニオン天文台で発見した。
オランダの天文学者フレデリク・カイセル（1808年 – 1872年）に因んで命名された。